# Under Two Flags
Under Two Flags er en amerikansk stumfilm fra 1916 af J. Gordon Edwards.

## Medvirkende
- Theda Bara som Cigarette.
- Herbert Heyes som Bertie Cecil.
- Stuart Holmes som Chateauroye.
- Stanhope Wheatcroft som Berkeley Cecil
- Joseph Crehan som Rake.